# 헝거퍼드교
헝거퍼드 교(영어: Hungerford Bridge)는 잉글랜드 런던 템스강을 가로지르는 다리로, 워털루 교와 웨스트민스터 교 사이에 있다. 채링크로스 교(Charing Cross Bridge)라고도 부른다. 현재는 철도 교량 및 공통 교각을 이용하여 2개의 보행자용 현수교인 골든 주빌리 교(영어: Golden Jubilee Bridge)도 병설되어 있다.